# Le Cuing
Le Cuing (em occitano:  Eth Cunh) é uma comuna francesa na região administrativa da Occitânia, no departamento do Alto Garona. Estende-se por uma área de 13.05 km², com 469 habitantes, segundo o censo de 2018, com uma densidade de 36 hab/km².